# Línea Central del Metro de Cariri
La Línea Central: Crato ↔ Juazeiro do Norte será una de las líneas del Metro de Cariri.

## Historia
Es la línea que actualmente funciona de lunes a sábado transportando pasajeros de la ciudad de Crato a Juazeiro do Norte recorriendo nueve estaciones. Ella discurres desde la zona Oeste de Crato al centro de Juazeiro do Norte, pasando por la zona rural y urbana de las dos ciudades.

## Estaciones
| Sigla | Estación             | Comentarios |
| ----- | -------------------- | ----------- |
| ---   | Crato                | Inaugurada. |
| ---   | Padre Cícero         | Inaugurada. |
| ---   | Muriti               | Inaugurada. |
| ---   | São José             | Inaugurada. |
| ---   | Escuela              | Inaugurada. |
| ---   | Padre Antônio Vieira | Inaugurada. |
| ---   | Teatro               | Inaugurada. |
| ---   | São Pedro            | En estudio. |
| ---   | Juazeiro             | Inaugurada. |
| ---   | Fátima               | Inaugurada. |

## Localización de las estaciones
Las estaciones de la Línea Central del Metro de Cariri fueron hechas a lo largo de la antigua línea ferroviaria existente entre las dos ciudades, teniendo estas localizaciones:
| Estación       | Posición (km) | Distancia |
| -------------- | ------------- | --------- |
| Crato          | 600,603       | 1783m     |
| Padre Cícero   | 598,820       | 2800m     |
| Muriti         | 596,020       | 1020m     |
| São José       | 593,975       | 3440m     |
| Antônio Vieira | 591,560       | 1700m     |
| Teatro         | 589,860       | 720m      |
| São Pedro      | 589,140       | 1140m     |
| Juazeiro       | 588,000       | 1002m     |
| Fátima         | 586,998       | -         |

## Líneas del Sistema
Tren de Cariri